# Arjun Kadhe
Arjun Kadhe (Pune, 7 de enero de 1994) es un tenista profesional indio.

## Trayectoria
Kadhe se graduó en la Universidad Estatal de Oklahoma en 2017. Durante su estancia allí, se convirtió junto a Julian Cash en el primer equipo de dobles en la historia de Oklahoma State en alcanzar el primer puesto en el ranking de la Asociación de Tenis Intercolegial. La pareja obtuvo 34 victorias y prestigiosos All-America honor en el Campeonato de Dobles de la NCAA.

## Títulos ATP (1; 0+1)

### Dobles (1)
| Leyenda                         |
| Grand Slam (0)                  |
| ATP Wourld Tour Finals (0)      |
| ATP Masters 1000 World Tour (0) |
| ATP World Tour 500 series (0)   |
| ATP World Tour 250 series (1)   |

| N.º | Fecha                 | Torneo | Superficie | Pareja                      | Oponentes en la final               | Resultado            |
| --- | --------------------- | ------ | ---------- | --------------------------- | ----------------------------------- | -------------------- |
| 1.  | 20 de octubre de 2024 | Almatý | Dura (i)   | Rithvik Choudary Bollipalli | Nicolás Barrientos Skander Mansouri | 3-6, 7-6(3), [14-12] |

## Títulos ATP Challenger (7; 0+7)

### Dobles (7)
| Nr. | Fecha                 | Torneo                  | Superficie    | Pareja                | Finalistas                         | Resultado Final  |
| --- | --------------------- | ----------------------- | ------------- | --------------------- | ---------------------------------- | ---------------- |
| 1.  | 4 de agosto de 2019   | Challenger de Chengdu   | Dura          | Saketh Myneni         | Ji Sung Nam Min-Kyu Song           | 6-3, 0-6, [10-6] |
| 2.  | 9 de enero de 2022    | Challenger de Forli     | Dura (i)      | Marco Bortolotti      | Michael Geerts Alexander Ritschard | 7-6(5), 6-2      |
| 3.  | 13 de febrero de 2022 | Challenger de Bangalore | Dura          | Ramkumar Ramanathan   | Hugo Grenier Alexandre Müller      | 6-3, 6-2         |
| 4.  | 19 de febrero de 2023 | Challenger de Chennai   | Dura          | Jay Clarke            | Sebastian Ofner Nino Serdarušić    | 6-0, 6-4         |
| 5.  | 22 de octubre de 2023 | Challenger de Olbia     | Dura          | Rithvik Bollipalli    | Ivan Sabanov Matej Sabanov         | 6-1, 6-3         |
| 6.  | 14 de abril de 2024   | Challenger de Morelos   | Dura          | Jeevan Nedunchezhiyan | Piotr Matuszewski Matthew Romios   | 7-6(5), 6-4      |
| 7.  | 19 de mayo de 2024    | Challenger de Oeiras II | Tierra batida | Anirudh Chandrasekar  | Simon Freund Johannes Ingildsen    | 7-5, 6-4         |